# Svenskar i Ryssland
Till svenskar i Ryssland (ryska: Шведы в России) räknas personer som är folkbokförda i Ryssland födda i Sverige, och personer som har sitt ursprung i Sverige eller i någon av de tidigare svenska besittningarna. Den svenska närvaron i Ryssland är månghundraårig.
Enligt folkräkningen 2021 angav 106 invånare i Ryssland svenska som sitt modersmål. År 2021 uppgav också minst 235 ryssar svenskt ursprung.

## Historia
Samtidigt som emigrationen från Sverige till Nordamerika fortlöpte utvandrande svenskar, om än i mindre skala, även österut, till kejsardömet Ryssland.  
Bland framstående svenskar i Ryssland märks astronomen Oskar Backlund och flera medlemmar av släkten Nobel, där uppfinnaren Alfred Nobel ingår. Hans far, Immanuel Nobel den yngre, flyttade till Sankt Petersburg och öppnade en mekanisk verkstad.
Vid sekelskiftet 1900 utvandrade omkring 3 000 svenskar till Ryssland.

### Uralsvenskar
Uralsvenskar (ryska: Уральские шведы) var de svenskar som kom till Ryssland under det stora nordiska kriget 1700–1721, och skickades till Sibirien och Uralbergen för att där arbeta med gruvdrift.
Under andra halvan av 1800-talet utvandrade en grupp svenskar från den värmländska orten Degerfors, till ett område vid Uralbergen, efter att den ryske ingenjören Aleksander Hassleblatt besökt orten, och där värvat ett antal yrkeskunniga till smedjor i Beloretsk och Tiriljanskij. Den svenska bosättningen var inpå 1900-talet, till viss del, ännu svenskspråkig. I dag finns 200 ättlingar till de svenskar som bosatte sig i området.

## Sankt Petersburg

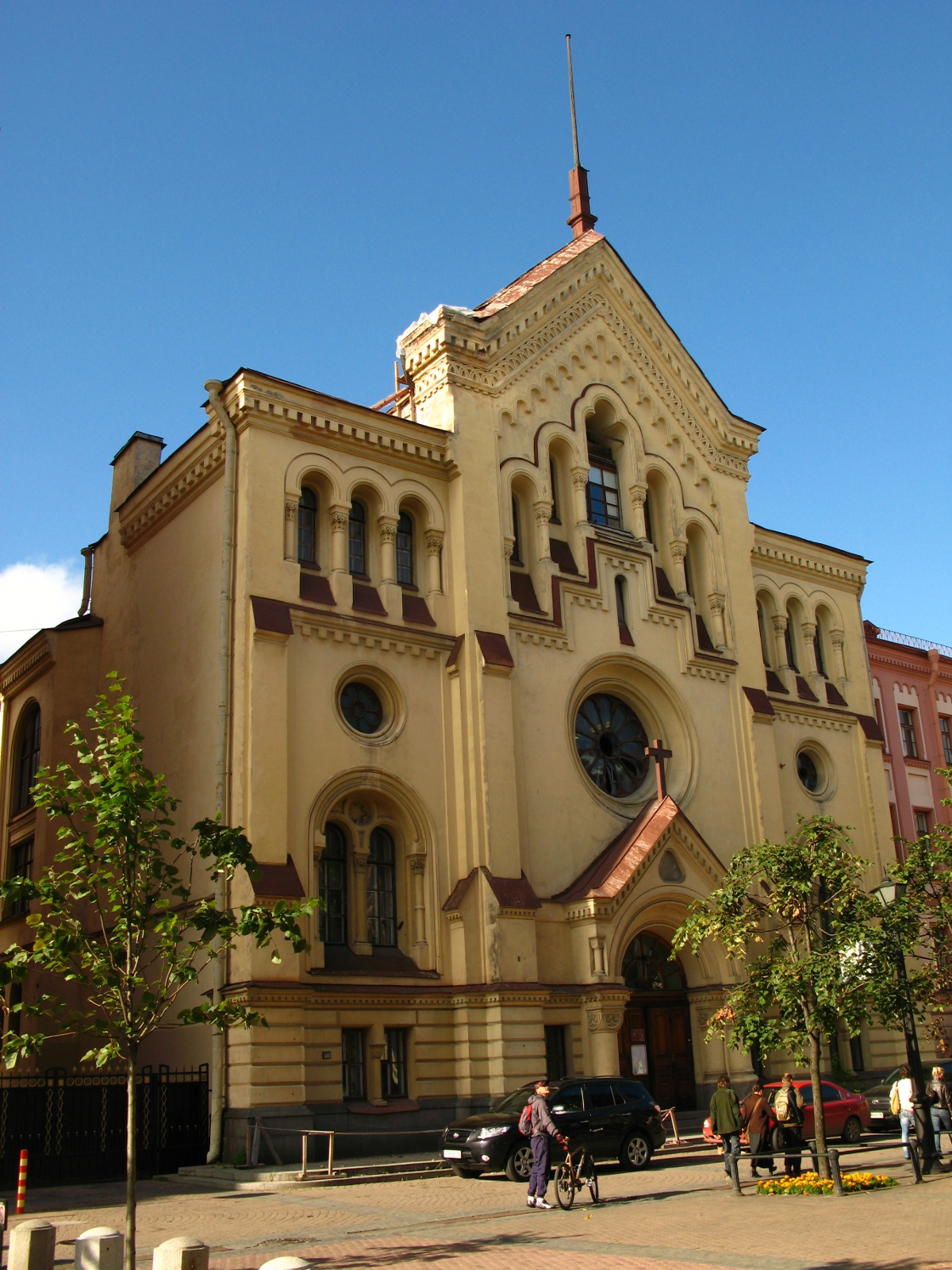
Sankta Katarina kyrka i Sankt Petersburg utgör en svenskspråkig kyrkoförsamling.

Kejsardömet Rysslands folkräkning 1897 visade att det bodde 4 623 svenskar i Sankt Petersburg, vilket motsvarade 0,4  % av stadens dåvarande befolkning.
| Svenskar i Sankt Petersburg | Svenskar i Sankt Petersburg | Svenskar i Sankt Petersburg | Svenskar i Sankt Petersburg |
| 1897                        | 1926                        | 1939                        | 1959                        |
| --------------------------- | --------------------------- | --------------------------- | --------------------------- |
| 4 623                       | 591                         | 308                         | —                           |